# ماری‌جوانا در کانادا

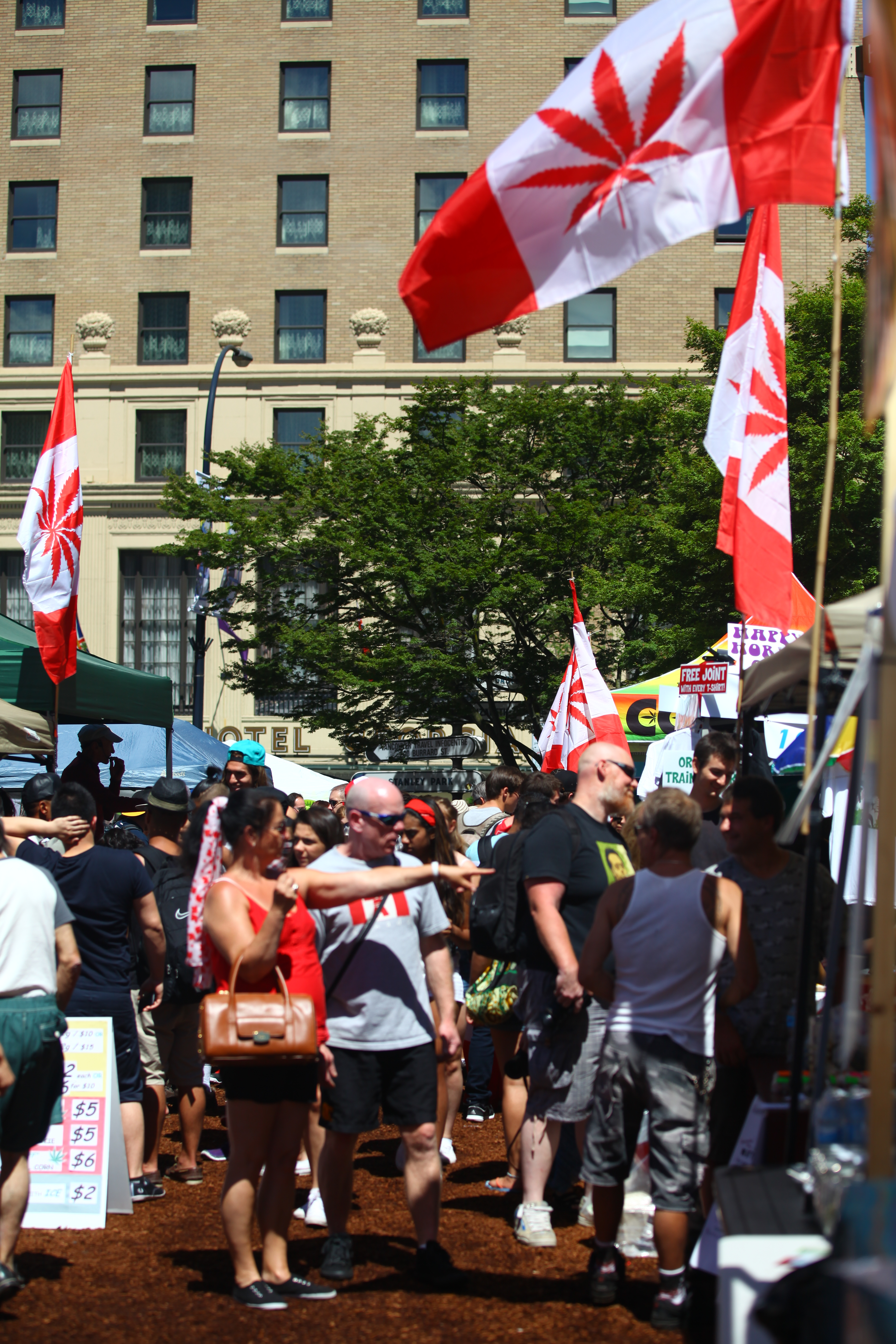
روز شاه‌دانه در کانادا، سال ۲۰۱۴

مصرف تفریحی و پزشکی ماری‌جوانا (گل یا شاه‌دانه یا کانابیس) در کانادا، قانونی است. پیش از اکتبر ۲۰۱۸، مصرف ماری‌جوانا تنها برای مصارف پزشکی و درمانی و تحت شرایط وزارت بهداشت کانادا مجاز و قانونی بود؛ همچنین کشت و پرورش گیاه آن هم به مجوز وزارت بهداشت نیاز داشت. با اجرایی شدن قانون فدرال شاه‌دانه از ۱۷ اکتبر ۲۰۱۸، کانادا به دومین کشور در دنیا بعد از اروگوئه تبدیل شد که کشت، تملک، خرید و مصرف ماری‌جوانا و محصولات مرتبط با آن را در سرتاسر کشور به‌طور رسمی قانونی می‌کند. همچنین کانادا اولین کشور از اعضای گروه هفت و گروه بیست محسوب می‌شود که ماری‌جوانا را قانونی اعلام کرده است.

ماری‌جوانا برای اولین بار در سال ۱۹۲۳ در کانادا غیرقانونی اعلام شد و در سال ۲۰۰۱ مصرف پزشکی و مشروط آن قانونی شد. قانونی‌کردن مصرف ماری‌جوانا برای استفاده تفریحی (موسوم به قانون شاه‌دانه، لایحه C-45) را مجلس عوام کانادا در اواخر نوامبر ۲۰۱۷ در پاسخ به خواست عمومی تصویب کرد و به مجلس سنا فرستاد. سنای کانادا این لایحه را با اصلاحات متعدد پذیرفت و آن را برای رای‌گیری به مجلس عوام باز پس فرستاد. در ۱۸ ژوئن ۲۰۱۸ مجلس عوام با اکثریت آرا با اصلاحات سنا موافقت کرد و سنا آن را به عنوان قانون مصوب کرد.
در نهایت دولت فدرال اعلام کرد که استفاده تفریحی از ماری‌جوانا از تاریخ ۱۷ اکتبر ۲۰۱۸ در کانادا عملی مجرمانه نخواهد بود. این قانونی‌سازی مقرراتی مشابه الکل در کانادا را داراست؛ مثلاً محدودیت‌های سنی برای خرید و مصرف، محدودیت برای تولید خانگی، مقرراتی برای توزیع، مناطق مجاز مصرف و ساعات فروش. این فرآیند ماری‌جوانا برای مصرف شخصی را از قانون کنترل داروها و مواد مخدر حذف کرد. همچنین مقرراتی برای اخذ مالیات از کسب‌وکارهای مرتبط با ماری‌جوانا وضع کرد. ضمن این که برای فروش ماری‌جوانا به افراد زیر ۱۸ سال و رانندگی تحت تاثیر مجازات تعیین کرد.
تا ژانویه ۲۰۱۹، خرید اینترنتی ماری‌جوانای تفریحی از طریق دولت‌های استانی یا محلی در جریان بوده است. همچنین بیشتر استان‌ها دارای فروش حضوری نیز هستند و این فروشگاه‌ها توسط دولت یا بخش خصوصی اداره می‌شوند.